# Homolepis glutinosa
A Homolepis glutinosa, também conhecida popularmente como puxa-tripa, é uma planta herbácea pertencente à família Poaceae, do gênero botânico Homolepis. É nativa das regiões tropicais e subtropicais da América do Sul. É uma planta de presença comum em áreas úmidas ou sombreadas, como florestas, campos e margens de rios e lagoas.

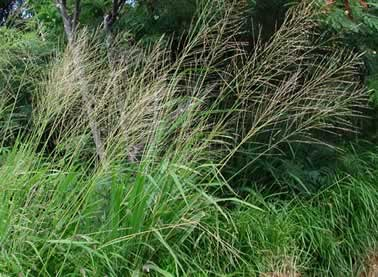
Homolepis glutinosa

## Descrição
A Homolepis glutinosa apresenta colmos eretos ou decumbentes, que podem alcançar até 2 metros de altura. As folhas são lineares a lanceoladas, com margens pubescentes. As inflorescências são panículas abertas ou estreitas, com espiguetas de até 1,1 cm de comprimento.
As sementes da puxa-tripa possuem uma estratégia peculiar para dispersão: elas se aderem à pelagem de animais, como tatus e capivaras. Ao se deslocarem pela mata, esses animais transportam as sementes para novos locais, aumentando as chances de germinação e colonização de novas áreas. Tal estratégia para propagação das sementes recebe o nome de Zoocoria.  

### Descrição Botânica
- Dimensões: Em seu desenvolvimento máximo, pode chegar a cerca de 2 metros de altura.[2]
- Folhas: As folhas são lineares com uma textura aveludada ao toque.[2]
- Inflorescências: As inflorescências são panículas abertas ou estreitas, com espiguetas de até 1,1 cm de comprimento. Essas espiguetas contêm as flores, que são pequenas e discretas, típicas das gramíneas.[3]
- Frutos: Após a polinização, as flores dão origem a frutos do tipo cariopse, que são pequenos grãos secos e indeiscentes, contendo a semente.[3]

## Nome popular
O seu nome popular, capim puxa-tripa, deriva do fato de que por apresentar sementes aderentes, estas se colavam nas barrigas das mulas e cavalos que circulavam sobre campos repletos dessas plantas. Ao puxar as hastes com as sementes deixavam a impressão de que os animais estariam arrastando suas entranhas pelo chão.

## Utilização
O capim puxa-tripa era muito utilizado pelos povos pré-colombianos como forração para manutenção de trilhas abertas na mata fechada, sendo a mais notável destas o caminho do Peabiru. Os indigenas promoviam intencionalmente a brotação desta vegetação por meio de semeadura, para que ao crescer, a cobertura vegetal impedisse o fechamento do caminho pela densa vegetação existente em muitos trechos atravessados pelas trilhas.
Devido à sua rusticidade, esta planta encontra-se listada como uma das espécies recomendadas para a restauração ecológica em diversos biomas brasileiros.

## Propriedades medicinais
Ainda há poucos estudos científicos que comprovem sua eficácia e segurança como planta medicinal. Alguns estudos in vitro e em animais demonstraram que a planta pode possuir propriedades antimicrobianas, anti-inflamatórias e diuréticas. No entanto, são necessários mais estudos em humanos para confirmar esses resultados e determinar a dosagem adequada para cada caso.

### Toxicidade
Todas as partes desta planta contêm pequenas quantidades de ácido cianídrico, que pode ser tóxico se ingerido em grandes doses. Sintomas de envenenamento por ácido cianídrico incluem náuseas, vômitos, dor abdominal, tontura e desmaio. Em casos graves, pode levar à morte.

## Estado de Conservação
Embora seja uma espécie relativamente comum em seu habitat natural, a Homolepis glutinosa atualmente apresenta dispersão territorial irregular e pode estar ameaçada em algumas áreas devido à expansão agrícola e urbana e ao uso de herbicidas. Considera-se importante realizar estudos mais aprofundados sobre a distribuição e abundância dessa espécie para garantir sua conservação a longo prazo.